# Вишонкі-Клюкувек
Вишонкі-Клюкувек (пол. Wyszonki-Klukówek) — село в Польщі, у гміні Клюково Високомазовецького повіту Підляського воєводства.
Населення — 89 осіб (2011).
У 1975-1998 роках село належало до Ломжинського воєводства.

## Демографія
Демографічна структура станом на 31 березня 2011 року:
|          | Загалом | Допрацездатний вік | Працездатний вік | Постпрацездатний вік |
| -------- | ------- | ------------------ | ---------------- | -------------------- |
| Чоловіки | 49      | 7                  | 38               | 4                    |
| Жінки    | 40      | 9                  | 22               | 9                    |
| Разом    | 89      | 16                 | 60               | 13                   |